# Joran Vliegen
Joran Vliegen, né le 7 juillet 1993 à Maaseik, est un joueur de tennis professionnel belge.
Spécialiste du double, il a remporté 8 titres ATP avec son compatriote Sander Gillé dont le Masters 1000 de Monte-Carlo 2024 et atteint 7 autres finales dont celle de Roland-Garros 2023.

## Carrière
Vainqueur de deux tournois Futures en simple, il se spécialise rapidement dans les épreuves de double, discipline dans laquelle il s'impose à 23 reprises sur le circuit ITF. Associé depuis ses débuts à son compatriote Sander Gillé, ils ont remporté ensemble 13 tournois Challenger : Trnava en 2016, Lyon, Blois, Schéveningue et Tampere en 2017, Rennes, Prague, Liberec, Pullach, Ortisei, Brest et Mouilleron-le-Captif en 2018 et Bratislava en 2019. Joran Vliegen a remporté un 14e tournoi Challenger à Cassis avec Michael Geerts.
En 2018, il est sélectionné en Coupe Davis lors des quarts de finale contre les Américains. Il joue le double avec Gillé contre Ryan Harrison et Jack Sock et s'incline en 4 sets.
En février 2019, il remporte un match de double avec Sander Gillé contre le meilleur duo brésilien Marcelo Melo / Bruno Soares (anciens no 1 et no 2 au monde en double) lors du tour de qualification de la Coupe Davis 2019 contre le Brésil. En juin, à Roland-Garros, pour sa première participation à un tournoi du Grand Chelem, il atteint les quarts de finale du tournoi en double avec le Kazakh Mikhail Kukushkin. Il remporte également son premier titre ATP en double, associé à Sander Gillé, lors du tournoi de Båstad, puis un second la semaine suivante au tournoi de Gstaad. Ils atteignent encore la semaine d'après la finale du tournoi de Kitzbühel mais s'inclinent cette fois après 11 victoires consécutives. En septembre, ils remportent un troisième titre à Zhuhai.
En 2020, toujours avec Sander Gillé, il atteint les quarts de finale de l'US Open et remporte le tournoi de Noursoultan.
En 2021, il remporte en compagnie de Sander Gillé le tournoi de Singapour face à John-Patrick Smith et Matthew Ebden (6-2, 6-3).
En 2022, il atteint la finale en double mixte de Roland-Garros avec la Norvégienne Ulrikke Eikeri.
En 2023, il remporte avec Sander Gillé les tournois de Pune face à N. Sriram Balaji et Jeevan Nedunchezhiyan (6-4, 6-4) et d'Estoril contre Nikola Čačić et Miomir Kecmanović (6-3, 6-4). En juin, ils se qualifient pour la finale du tournoi de Roland-Garros en écartant quatre équipes têtes de série, ils s'inclinent face à Ivan Dodig et Austin Krajicek (6-3, 6-1,). Il atteint aussi la finale de Wimbledon avec Xu Yifan qu'il perd face à Lyudmyla Kichenok et Mate Pavić (6-4, 69-7, 6-3).
En 2024, il remporte son plus prestigieux titre au Masters de Monte-Carlo 2024 associé à Sander Gillé. La paire bat notamment les deuxièmes têtes de série Ivan Dodig et Austin Krajicek (6-4, 6-3) en huitièmes de finale, les troisièmes têtes de série Marcel Granollers et Horacio Zeballos (7-5, 6-4) en demi-finale avant d'éliminer Marcelo Melo et Alexander Zverev (5-7, 6-3, 10-5) en finale.

## Palmarès

### Titres en double messieurs
| No | Date       | Nom et lieu du tournoi                       | Catégorie    | Dotation    | Surface      | Partenaire   | Finalistes                             | Score             |          |
| -- | ---------- | -------------------------------------------- | ------------ | ----------- | ------------ | ------------ | -------------------------------------- | ----------------- | -------- |
| 1  | 15-07-2019 | Swedish Open Båstad                          | ATP 250      | 524 340 €   | Terre (ext.) | Sander Gillé | Federico Delbonis Horacio Zeballos     | 65-7, 7-5, [10-5] | Parcours |
| 2  | 22-07-2019 | J. Safra Sarasin Swiss Open Gstaad Gstaad    | ATP 250      | 524 340 €   | Terre (ext.) | Sander Gillé | Philipp Oswald Filip Polášek           | 6-4, 6-3          | Parcours |
| 3  | 23-09-2019 | Huajin Securities Zuhai Championships Zhuhai | ATP 250      | 931 335 $   | Dur (ext.)   | Sander Gillé | Marcelo Demoliner Matwé Middelkoop     | 7-62, 7-64        | Parcours |
| 4  | 26-10-2020 | Astana Open Noursoultan                      | ATP 250      | 273 345 $   | Dur (int.)   | Sander Gillé | Max Purcell Luke Saville               | 7-5, 6-3          | Parcours |
| 5  | 22-02-2021 | Singapore Tennis Open Singapour              | ATP 250      | 480 000 $   | Dur (ext.)   | Sander Gillé | Matthew Ebden John-Patrick Smith       | 6-2, 6-3          | Parcours |
| 6  | 02-01-2023 | Tata Open Maharashtra Pune                   | ATP 250      | 642 735 $   | Dur (ext.)   | Sander Gillé | N. Sriram Balaji Jeevan Nedunchezhiyan | 6-4, 6-4          | Parcours |
| 7  | 03-04-2023 | Millennium Estoril Open Estoril              | ATP 250      | 562 815 €   | Terre (ext.) | Sander Gillé | Nikola Čačić Miomir Kecmanović         | 6-3, 6-4          | Parcours |
| 8  | 07-04-2024 | Rolex Monte-Carlo Masters Monaco             | Masters 1000 | 5 950 575 € | Terre (ext.) | Sander Gillé | Marcelo Melo Alexander Zverev          | 5-7, 6-3, [10-5]  | Parcours |

### Finales en double messieurs
| No | Date       | Nom et lieu du tournoi                        | Catégorie | Dotation     | Surface      | Vainqueurs                    | Partenaire   | Score             |          |
| -- | ---------- | --------------------------------------------- | --------- | ------------ | ------------ | ----------------------------- | ------------ | ----------------- | -------- |
| 1  | 29-07-2019 | Generali Open Kitzbühel                       | ATP 250   | 524 340 €    | Terre (ext.) | Filip Polášek Philipp Oswald  | Sander Gillé | 6-4, 6-4          | Parcours |
| 2  | 26-04-2021 | BMW Open Munich                               | ATP 250   | 481 270 €    | Terre (ext.) | Wesley Koolhof Kevin Krawietz | Sander Gillé | 4-6, 6-4, [10-5]  | Parcours |
| 3  | 28-05-2023 | Roland-Garros Paris                           | G. Chelem | 23 115 000 € | Terre (ext.) | Ivan Dodig Austin Krajicek    | Sander Gillé | 6-3, 6-1          | Parcours |
| 4  | 24-07-2023 | Hamburg European Open Hambourg                | ATP 500   | 1 831 515 €  | Terre (ext.) | Kevin Krawietz Tim Pütz       | Sander Gillé | 7-64, 6-3         | Parcours |
| 5  | 01-01-2024 | Bank of China Hong Kong Tennis Open Hong Kong | ATP 250   | 661 585 $    | Dur (ext.)   | Marcelo Arévalo Mate Pavić    | Sander Gillé | 7-63, 6-4         | Parcours |
| 6  | 18-05-2025 | Gonet Geneva Open Genève                      | ATP 250   | 596 035 €    | Terre (ext.) | Sadio Doumbia Fabien Reboul   | Ariel Behar  | 64-7, 6-4, [11-9] | Parcours |

### Finales en double mixte
| No | Date       | Nom et lieu du tournoi      | Catégorie | Dotation  | Surface      | Vainqueurs                   | Partenaire     | Score          |          |
| -- | ---------- | --------------------------- | --------- | --------- | ------------ | ---------------------------- | -------------- | -------------- | -------- |
| 1  | 25-05-2022 | Roland-Garros Paris         | G. Chelem | 475 000 € | Terre (ext.) | Ena Shibahara Wesley Koolhof | Ulrikke Eikeri | 7-65, 6-2      | Parcours |
| 2  | 07-07-2023 | The Championships Wimbledon | G. Chelem | 448 000 £ | Gazon (ext.) | Lyudmyla Kichenok Mate Pavić | Xu Yifan       | 6-4, 69-7, 6-3 | Parcours |

## Parcours dans les tournois duGrand Chelem

### En double messieurs
| Année | Open d'Australie                                                                             | Open d'Australie                                                                         | Internationaux de France                                                                     | Internationaux de France                                                                   | Wimbledon                                                                               | Wimbledon | US Open | US Open |
| ----- | -------------------------------------------------------------------------------------------- | ---------------------------------------------------------------------------------------- | -------------------------------------------------------------------------------------------- | ------------------------------------------------------------------------------------------ | --------------------------------------------------------------------------------------- | --------- | ------- | ------- |
| 2019  | —                                                                                            | —                                                                                        | 1/4 de finale M. Kukushkin \|\| style="text-align:left;" \| J. S. Cabal Robert Farah         | 2e tour (1/16) Sander Gillé \|\| style="text-align:left;" \| M. Demoliner Divij Sharan     | 1er tour (1/32) Sander Gillé \|\| style="text-align:left;" \| M. Granollers H. Zeballos |           |         |         |
| 2020  | 2e tour (1/16) Sander Gillé \|\| style="text-align:left;" \| Simone Bolelli Benoît Paire     | 1er tour (1/32) Sander Gillé \|\| style="text-align:left;" \| Andrés Molteni Hugo Nys    | Annulé                                                                                       | Annulé                                                                                     | 1/4 de finale Sander Gillé \|\| style="text-align:left;" \| W. Koolhof Nikola Mektić    |           |         |         |
| 2021  | 1er tour (1/32) Sander Gillé \|\| style="text-align:left;" \| Dominik Köpfer Tennys Sandgren | 1/8 de finale Sander Gillé \|\| style="text-align:left;" \| Pablo Andújar Pedro Martínez | 1er tour (1/32) Sander Gillé \|\| style="text-align:left;" \| Oliver Marach A.-U.-H. Qureshi | 2e tour (1/16) Sander Gillé \|\| style="text-align:left;" \| Jonny O'Mara A.-U.-H. Qureshi |                                                                                         |           |         |         |
| 2022  | 1er tour (1/32) Sander Gillé \|\| style="text-align:left;" \| N. Lammons J. Withrow          | 1/8 de finale Sander Gillé \|\| style="text-align:left;" \| Rafael Matos David Vega      | 2e tour (1/16) J. Withrow \|\| style="text-align:left;" \| Matthew Ebden Max Purcell         | —                                                                                          | —                                                                                       |           |         |         |
| 2023  | 1er tour (1/32) Sander Gillé \|\| style="text-align:left;" \| M. Demoliner A. Vavassori      | Finale Sander Gillé                                                                      | Ivan Dodig A. Krajicek                                                                       | 1/8 de finale Sander Gillé \|\| style="text-align:left;" \| N. Lammons J. Withrow          | 1er tour (1/32) Sander Gillé \|\| style="text-align:left;" \| F. Cabral R. Matos        |           |         |         |
| 2024  | 1er tour (1/32) Sander Gillé \|\| style="text-align:left;" \| T. Macháč Zhang Z.             | 1/4 de finale Sander Gillé \|\| style="text-align:left;" \| R. Bopanna M. Ebden          | 2e tour (1/16) Sander Gillé \|\| style="text-align:left;" \| L. Glasspool J.-J. Rojer        | 2e tour (1/16) Sander Gillé \|\| style="text-align:left;" \| M. Arévalo M. Pavić           |                                                                                         |           |         |         |
| 2025  | 1er tour (1/32) M. Ebden \|\| style="text-align:left;" \| A. Krajicek R. Ram                 |                                                                                          |                                                                                              |                                                                                            |                                                                                         |           |         |         |

N.B. : le nom du partenaire se trouve sous le résultat ; les noms des ultimes adversaires se trouvent à droite.

### En double mixte
| Année | Open d'Australie                                                                  | Open d'Australie                         | Internationaux de France | Internationaux de France                                                      | Wimbledon                                                                         | Wimbledon                                                                   | US Open                                                                        | US Open |
| ----- | --------------------------------------------------------------------------------- | ---------------------------------------- | ------------------------ | ----------------------------------------------------------------------------- | --------------------------------------------------------------------------------- | --------------------------------------------------------------------------- | ------------------------------------------------------------------------------ | ------- |
| 2019  | —                                                                                 | —                                        | —                        | —                                                                             | 1/8 de finale Zheng S. \|\| style="text-align:left;" \| E. Silva E. Hoyt          | 1er tour (1/16) Zheng S. \|\| style="text-align:left;" \| J. Brady D. Kudla |                                                                                |         |
| 2020  | 1/4 de finale Zheng S. \|\| style="text-align:left;" \| B. Mattek-Sands J. Murray | Annulé                                   | Annulé                   | Annulé                                                                        | Annulé                                                                            | Annulé                                                                      | Annulé                                                                         |         |
| 2021  | —                                                                                 | —                                        | —                        | —                                                                             | —                                                                                 | —                                                                           | 1/8 de finale A. Klepač \|\| style="text-align:left;" \| E. Perez M. Demoliner |         |
| 2022  | 1er tour (1/16) A. Klepač \|\| style="text-align:left;" \| Zhang S. J. Peers      | Finale U. Eikeri                         | E. Shibahara W. Koolhof  | 1er tour (1/16) U. Eikeri \|\| style="text-align:left;" \| S. Stosur M. Ebden | —                                                                                 | —                                                                           |                                                                                |         |
| 2023  | —                                                                                 | —                                        | —                        | —                                                                             | Finale Xu Y.                                                                      | L. Kichenok M. Pavić                                                        | 1/4 de finale Xu Y. \|\| style="text-align:left;" \| A. Danilina H. Heliövaara |         |
| 2024  | 1/8 de finale E. Shibahara \|\| style="text-align:left;" \| L. Siegemund S. Gillé | 1/8 de finale B. Krejčíková \|\| Forfait | —                        | —                                                                             | 2e tour (1/8) C. Bucșa \|\| style="text-align:left;" \| A. Danilina H. Heliövaara |                                                                             |                                                                                |         |
| 2025  | 1er tour (1/16) C. Bucșa \|\| style="text-align:left;" \| A. Panova L. Glasspool  |                                          |                          |                                                                               |                                                                                   |                                                                             |                                                                                |         |

N.B. : le nom de la partenaire se trouve sous le résultat ; les noms des ultimes adversaires se trouvent à droite.

## Parcours enCoupe Davis
| #                                                                         | Date          | Lieu       | Surface      | Gagnant(s)                        | Perdant(s)                     | Score                |          |
|                                                                           |               |            |              |                                   |                                |                      |          |
| 2018 - 1/4 de finale (groupe mondial) - États-Unis - Belgique 4:0         |               |            |              |                                   |                                |                      |          |
| 1                                                                         | 06-08/04/2018 | Nashville  | Dur (int.)   | Ryan Harrison Jack Sock           | Sander Gillé Joran Vliegen     | 5-7, 7-61, 7-63, 6-4 | Parcours |
|                                                                           |               |            |              |                                   |                                |                      |          |
| 2019 - Phase qualificative (groupe mondial) - Brésil - Belgique 1:3       |               |            |              |                                   |                                |                      |          |
| 2                                                                         | 01-02/02/2019 | Uberlândia | Terre (int.) | Sander Gillé Joran Vliegen        | Marcelo Melo Bruno Soares      | 6-4, 7-64            | Parcours |
|                                                                           |               |            |              |                                   |                                |                      |          |
| 2019 - Phase de groupes (groupe mondial) - Belgique - Colombie 2:1        |               |            |              |                                   |                                |                      |          |
| 3                                                                         | 18/11/2019    | Madrid     | Dur (int.)   | Juan Sebastián Cabal Robert Farah | Sander Gillé Joran Vliegen     | 67-7, 6-4, 7-63      | Parcours |
|                                                                           |               |            |              |                                   |                                |                      |          |
| 2019 - Phase de groupes (groupe mondial) - Belgique - Australie 1:2       |               |            |              |                                   |                                |                      |          |
| 4                                                                         | 20/11/2019    | Madrid     | Dur (int.)   | Sander Gillé Joran Vliegen        | John Peers Jordan Thompson     | 0-1 ab.              | Parcours |
|                                                                           |               |            |              |                                   |                                |                      |          |
| 2020-2021 - Phase qualificative (groupe mondial) - Hongrie - Belgique 3:2 |               |            |              |                                   |                                |                      |          |
| 5                                                                         | 06-07/03/2020 | Debrecen   | Dur (int.)   | Sander Gillé Joran Vliegen        | Attila Balázs Márton Fucsovics | 3-6, 6-1, 6-4        | Parcours |
|                                                                           |               |            |              |                                   |                                |                      |          |
| 2020-2021 - Barrages (groupe mondial) - Bolivie - Belgique 2:3            |               |            |              |                                   |                                |                      |          |
| 6                                                                         | 18-19/09/2021 | Asunción   | Dur (int.)   | Sander Gillé Joran Vliegen        | Boris Arias Federico Zeballos  | 6-3, 6-4             | Parcours |
|                                                                           |               |            |              |                                   |                                |                      |          |
| 2022 - Phase de groupes (groupe mondial) - Belgique - Australie 0:3       |               |            |              |                                   |                                |                      |          |
| 7                                                                         | 13/09/2022    | Hambourg   | Dur (int.)   | Matthew Ebden Max Purcell         | Sander Gillé Joran Vliegen     | 6-1, 6-3             | Parcours |
|                                                                           |               |            |              |                                   |                                |                      |          |
| 2022 - Phase de groupes (groupe mondial) - Belgique - Allemagne 1:2       |               |            |              |                                   |                                |                      |          |
| 8                                                                         | 16/09/2022    | Hambourg   | Dur (int.)   | Kevin Krawietz Tim Pütz           | Sander Gillé Joran Vliegen     | 4-6, 6-2, 7-65       | Parcours |
|                                                                           |               |            |              |                                   |                                |                      |          |
| 2022 - Phase de groupes (groupe mondial) - Belgique - France 1:2          |               |            |              |                                   |                                |                      |          |
| 9                                                                         | 17/09/2022    | Hambourg   | Dur (int.)   | Nicolas Mahut Arthur Rinderknech  | Sander Gillé Joran Vliegen     | 6-3, 7-66            | Parcours |

## Classements ATP en fin de saison
| Année          | 2013 | 2014 | 2015 | 2016 | 2017 | 2018 | 2019 | 2020 | 2021 | 2022 | 2023 | 2024 |
| Rang en simple | 1282 | –    | 544  | 646  | 1178 | –    | –    | –    | –    | –    | –    | –    |
| Rang en double | 761  | 1052 | 361  | 159  | 117  | 86   | 39   | 36   | 32   | 62   | 25   | 31   |

Source : (en) Classements de Joran Vliegen sur le site officiel de la Fédération internationale de tennis